# Vemulawada (district du Godavari oriental)
Vemulawada est une ville du district du Godavari oriental dans l'État d'Andhra Pradesh en Inde. 
Selon le recensement de l'Inde de 2011, la localité compte une population de 16 793 habitants.